# Moonraker
Moonraker er en britisk actionfilm fra 1979. Filmen er den 11. i EON Productions serie om den hemmelige agent James Bond, der blev skabt af Ian Fleming. Producenterne havde egentligt tænkt sig at optage For Your Eyes Only, men efter at science fiction-filmen Star Wars Episode IV: Et nyt håb havde haft stor succes i 1977, valgte de at tage fat i Flemings roman Moonraker først. Bortset fra navnet på skurken og et par småting har filmen dog ingen lighed med sit litterære forlæg[kilde mangler].
På grund af høje skatter blev en stor del af produktionen flyttet til Frankrig, hvor man lagde beslag på tre af landets største filmstudioer i Épinay og Boulogne-Billancourt. For eksempel blev det indre af rumstationen filmet hos Épinay Studios, mens det venetianske glasmuseum blev filmet hos Boulogne Studios. Til Drax' palæ benyttedes Château de Vaux-le-Vicomte til eksteriøret og den store salon, mens resten af interiøret blev filmet på Château de Guermantes. Andre scener blev optaget i London, Paris, Venedig, Californien, Florida og Rio de Janeiro.
Den britiske-franske produktion skete i henhold til en traktat, men for at opfylde den måtte der franske medvirkende til[kilde mangler]. Michael Lonsdale blev derfor valgt til at spille skurken Drax, mens Corinne Cléry fik rollen som Corinne Dufour. Lois Chiles fik rollen som Holly Goodhead, efter at hun tilfældigvis var kommet til at sidde ved siden af instruktøren Lewis Gilbert på et fly. Richard Kiel gentog sin rolle som den høje håndlanger Jaws fra The Spy Who Loved Me. Som partner fik han den lave Blanche Ravalec. Producenterne var godt nok usikre på, hvordan publikum ville reagere på højdeforskellen, men de accepterede det, efter at Kiel fortalte dem, at hans rigtige kone var lige så lav. Blandt Drax udvalgte ses Lois Maxwells 22-årige datter Melinda Maxwell.

## Plot
Rumfærgen Moonraker bliver kapret, og MI6 mistænker producenten Hugo Drax for at være involveret. Bond sættes på sagen, men Drax's folk gør, hvad de kan for at stoppe ham. Det forhindrer dog ikke Bond og CIA-agenten Holly Goodhead i at optage jagten via Californien, Venedig, Rio de Janeiro og Amazonfloden til det endelige opgør i selve verdensrummet.

## Crew
- Producent: Albert R. Broccoli
- Manuskript: Christopher Wood
- Instruktør: Lewis Gilbert

## Medvirkende
- Roger Moore – James Bond
- Michael Lonsdale – Hugo Drax
- Lois Chiles – Dr. Holly Goodhead
- Richard Kiel – Jaws
- Corrine Clery – Corrine Dufour
- Toshiro Suga – Chang
- Walter Gotell – General Gogol
- Geoffrey Keen – Frederick Gray
- Bernard Lee – M
- Desmond Llewelyn – Q
- Lois Maxwell – Miss Moneypenny

## Bogen
Da filmens manuskript afveg så meget fra Flemings roman gav Eon Productions manuskriptforfatteren Christopher Wood lov til at skrive en ny roman baseret på manuskriptet. Den blev kaldt for James Bond and Moonraker for at undgå forveksling med Flemings roman. Den blev udgivet i 1979 ligesom filmen. Wood havde i øvrigt i forvejen skrevet James Bond, The Spy Who Loved Me baseret på den foregående film i serien, The Spy Who Loved Me.